# Mongoloraphidia (Kirgisoraphidia) monstruosa
Mongoloraphidia (Kirgisoraphidia) monstruosa is een kameelhalsvliegensoort uit de familie van de Raphidiidae. De soort komt voor in Kirgizië.
Mongoloraphidia (Kirgisoraphidia) monstruosa werd voor het eerst wetenschappelijk beschreven door H. Aspöck et al. in 1968.